# Вержус

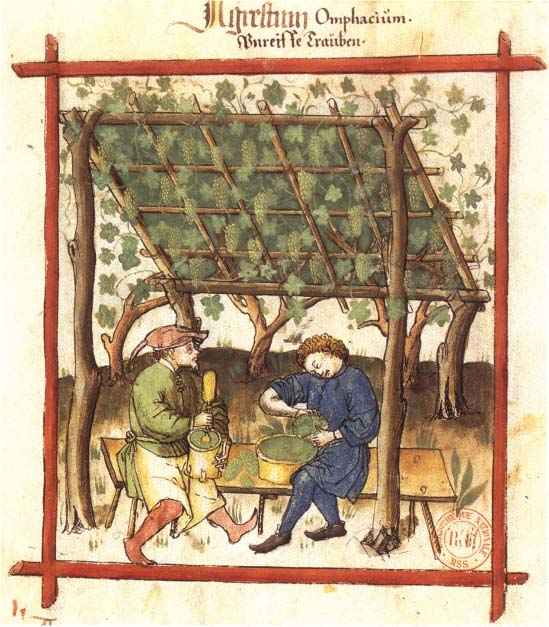
Сбор зелёного винограда для изготовления вержуса. Tacuinum Sanitatis (1474). Национальная библиотека Франции.

Вержус (фр. verjus, от среднефранцузского verjuice — «зелёный сок») — кислый сок, который делают, отжимая недозрелый виноград. Традиционный ингредиент французских соусов и дижонской горчицы. Вержус ценится за тонкую кислинку, которую он придает соусу.

## История
Когда-то широко использовался в рецептах, в которых сейчас применяется вино и некоторые разновидности уксуса, из-за широкой доступности вин и уксусов утратил своё значение. Тем не менее, до сих пор используется во французских блюдах, а также в рецептах кухонь Европы и Ближнего Востока и продаётся в магазинах, торгующих деликатесами. Популярен также в Южной Австралии, где используется в ресторанах.
Современные повара чаще всего используют вержус в соусах для салатов для кислоты, когда к салату подаётся вино, чтобы кислота не конкурировала со вкусом вина, так как кислота вержуса более мягкая, чем у лимона или уксуса.
Вержус, называемый хушром (حصرم) на арабском языке, используется в сирийской кухне.
На персидском языке называется аб-гурех и применяется в северо-иранской и азербайджанской кухнях.
В Австралии начал широко продаваться с 1984 года благодаря популяризации местным поваром и составителем кулинарных книг Мэгги Бир.

## Другие значения
Авторы книги о средневековой кухне утверждают, что засоленные зёрна винограда в Средние века также назывались верджусом.

В Ардеше сидр, ферментированный из яблочного сока, назывался верджус. В средневековой английской кулинарной литературе верджусом иногда называется яблочный сок.